# Dave Reid (Eishockeyspieler, 1964)
David William „Dave“ Reid (* 15. Mai 1964 in Etobicoke, Ontario) ist ein ehemaliger kanadischer Eishockeyspieler und -funktionär, der im Verlauf seiner aktiven Karriere zwischen 1981 und 2001 unter anderem 1.079 Spiele für die Boston Bruins, Toronto Maple Leafs, Dallas Stars und Colorado Avalanche in der National Hockey League (NHL) auf der Position des linken Flügelstürmers bestritten hat. Reid gewann sowohl mit den Dallas Stars im Jahr 1999 als auch mit der Colorado Avalanche im Jahr 2001 den Stanley Cup.

## Karriere
Reid spielte zunächst drei Jahre zwischen 1981 und 1984 bei den Peterborough Petes in der Ontario Hockey League (OHL). Schon in seinem ersten Jahr dort, wählten ihn die Boston Bruins beim NHL Entry Draft 1982 in der dritten Runde an 60. Position aus. Nachdem er zum Ende seiner letzten Juniorensaison noch zu acht Einsätzen bei den Bruins gekommen war und hierbei auch sein erstes NHL-Tor erzielt hatte, schickte man ihn zu Beginn der folgenden Saison ins Farmteam zu den Hershey Bears in der AHL. Vier Jahre pendelte er zwischen Boston und der AHL, wo er auch für die Moncton Golden Flames und Maine Mariners auflief.
Als Free Agent wechselte er im Sommer 1988 zu den Toronto Maple Leafs und schaffte dort endlich den Durchbruch. In einer Reihe mit Dave Hannan und Lou Franceschetti war er eher für defensive Aufgaben verantwortlich. Nach drei Jahren in seiner Heimat Toronto wechselte er zu den Boston Bruins zurück. Erneut musste er im ersten Jahr phasenweise ins Farmteam nach Maine, doch ab der Saison 1992/93 hatte er endlich auch in Boston seinen Stammplatz sicher. Seine besten Statistiken hatte er in der Saison 1995/96, als er es auf 23 Tore und 44 Scorerpunkte brachte. Im Jahr darauf spielte er für die Dallas Stars. Mit seiner Stärke in der Defensive hatte er dort Anteil am ersten Stanley-Cup-Gewinn der Stars im Jahr 1999. Dies war auch der Grund, weshalb ihn die Colorado Avalanche verpflichtete. So war er auch dabei, als das Team im Jahr 2001 den Stanley Cup nach Denver holen konnte. Nach diesem Erfolg beendete er seine aktive Karriere im Alter von 37 Jahren. Zwischen 2010 und 2013 arbeitete Reid als General Manager der Peterborough Petes in der OHL. 

## Erfolge und Auszeichnungen
- 1999 Stanley-Cup-Gewinn mit den Dallas Stars
- 2001 Stanley-Cup-Gewinn mit der Colorado Avalanche

## Karrierestatistik
(Legende zur Spielerstatistik: Sp oder GP = absolvierte Spiele; T oder G = erzielte Tore; V oder A = erzielte Assists; Pkt oder Pts = erzielte Scorerpunkte; SM oder PIM = erhaltene Strafminuten; +/− = Plus/Minus-Bilanz; PP = erzielte Überzahltore; SH = erzielte Unterzahltore; GW = erzielte Siegtore; 1 Play-downs/Relegation; Kursiv: Statistik nicht vollständig)